# Treyvaux
Treyvaux (en alemán Treffels) es una comuna suiza del cantón de Friburgo, situada en el distrito de Sarine. Limita al norte con las comunas Arconciel y Senèdes, al este con Le Mouret, al sur con La Roche y Pont-la-Ville, y al oeste con Rossens.

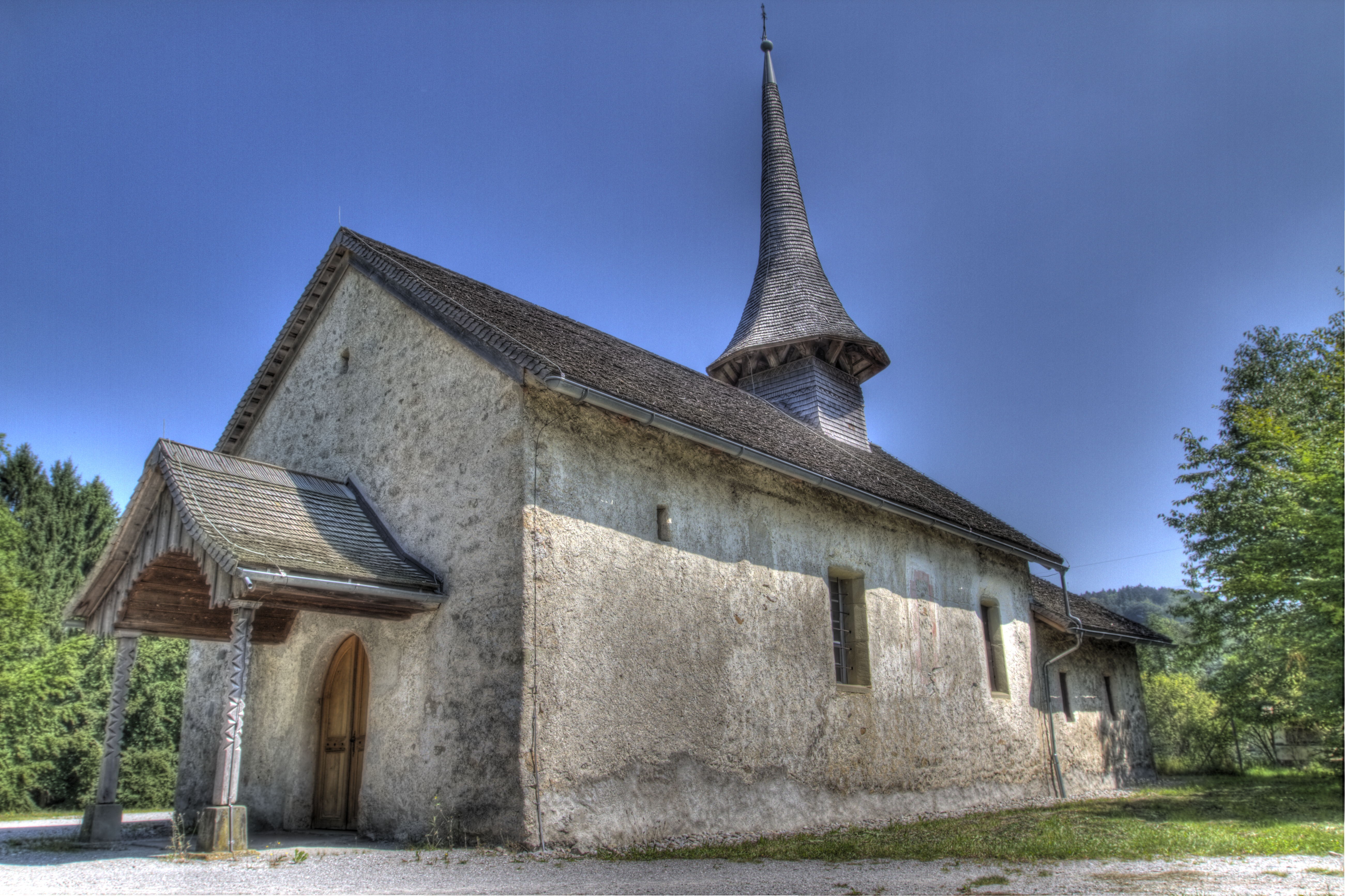
Iglesia de Treyvaux.